# バイサマ・サンコ
バイサマ・サンコ（Baïssama Sankoh 、1992年3月20日 - ）は、フランス・ノジャン＝シュル＝マルヌ出身のプロサッカー選手。ギニア代表。ネア・サラミス・ファマグスタFC所属。ポジションは、ディフェンダー。

## クラブ経歴
EAギャンガンの下部組織で育成され、2011-2012シーズンにトップ昇格。
2014–2015シーズン、スタッド・ブレスト29にレンタル移籍。本職はディフェンダーながら、もっぱらミッドフィールダーとして起用された。
2017年7月3日、SMカーンに移籍。
2020年2月23日、アスコリ・カルチョ1898 FCに移籍。

## 代表歴
2013年6月1日のDRコンゴ戦でギニア代表デビュー。

## タイトル
ギャンガン
- クープ・ドゥ・フランス: 2013–14